# Echinorhynchus petrotschenkoi
Echinorhynchus petrotschenkoi is een soort haakworm uit het geslacht Echinorhynchus. De worm behoort tot de familie Echinorhynchidae. Echinorhynchus petrotschenkoi werd in 1984 beschreven door G.N. Rodjuk.